# Jan I van Empúries
Jan I van Empúries ook Jan I van Aragon en Tarente of Jan de Oude genoemd (geboren in 1338- overleden op  1398 in Castellví de Rosanes) was graaf van Empúries en de vijfde president van de Generalitat in Catalonië. Hij was de eerste president, die geen geestelijke was en voortkwam uit de tweede stand. De kerk werd verheven tot kathedraal, maar zijn pogingen om van Castelló ook bisschopszetel te maken lopen in het niets.
Hij was de zoon van graaf Ramon Berenguer I en Maria van Xèrica. In 1364, het jaar van zijn huwelijk met Blanca van Sicilië neemt zijn vader afstand van de macht, trekt zich terug in het klooster van de Predikheren in Barcelona en laat het graafschap aan zijn zoon over. Hij zorgt ervoor dat de kathedraal van Castelló d'Empúries afgewerkt geraakt. Het was een ontwikkeld man die als voorloper van de Renaissance beschouwd kan worden. Uit zijn overgeleverde correspondentie met de koning van Frankrijk, Castilië en Engeland, de hertogen van Boergondië en de graaf van Armagnac blijkt zijn eruditie en literaire talent.
In 1364 ondersteunt hij koning Peter III van Aragon tegen de invasie van Castilië. In 1373 huwt hij voor de tweede keer met 's konings dochter Johanna. In 1375 wordt hij door de Staten General van Lleida tot president van de Generalitat verkozen, maar zijn mandaat is van korte duur. Normaal zou de vertegenwoordiger van de eerste stand, Romeu Sescomes de president geweest zijn, maar die was afgetreden, en vervangen door Ramon Gener. Zich beroepend op zijn goede relaties met het hof, kan Jan I zich als president opdringen, zij het voor korte tijd.
Ondanks het koninklijke huwelijk, blijft de relatie gespannen omdat Jan I aan de onafhankelijkheid van zijn graafschap gehecht is. Na enkele veldslagen en een ware burgeroorlog wordt Empúries door de koning bezet. In november 1384 zou Johanna nog gepoogd hebben de twee partijen te verzoenen. Toen dit mislukte, zou ze van verdriet gestorven zijn. Peter III annexeerde het graafschap in 1386. Zijn zoon, Jan I van Aragon herstelde hem in de macht, als voogd voor zijn zoon Jan II van Empúries.
Wegens zijn vermeende collaboratie met Matheus van Foix en Castelbó tijdens diens invasie van Catalonië in 1396 werd hij opgesloten in Castellví de Rosanes, waar hij overleed. Hij werd begraven in Castelló d'Empúries.
Zijn eerste huwelijk bleef kinderloos. Met Johanna had hij twee zoons en opvolgers: Jan II en Peter III en een dochter, Eleonore, die jong gestorven is.